# Athletique Club Capaco Beni
Actualités
L'Athletic Club Capaco de Beni est un club de football basé à Beni, en République démocratique du Congo, qui évolue dans le championnat de république démocratique du Congo de 2e division ou Ligue 2.
Créé en 1973, l'AC Capaco dispute ses rencontres à domicile sur le terrain du stade municipal de Beni.

## Histoire
Le club évolue en première division lors des saisons 2004, 2009, 2014-2015,2015-16, 2016-2017,.

## Personalités historique du Club

### Présidents
- 2024- :  Elvis Atsongya Kiyaya[7]

### Entraîneurs
- Addy Bukaraba[8]
- Amisi Kirero
- 2019 - ? :  Raoul Lukusa
- 2023-2024 :  Didier Kamate[9]
- 2024- :  Mudimbe Mbayahe[10]

## Palmarès
- LIFNOKI (3) :
  - Champion : 2017–18[11].
  - Champion : 2013–14[4],[12].
  - Champion : 2003–04.
- Ligue 2 (1) :
  - Champion : 2014